# The Robots
«The Robots» (в нем. оригинале — «Die Roboter») — песня немецкой группы Kraftwerk. Была издана как сингл в 1978 году.
Композиция содержит 2 куплета, состоящих из двух повторений строчки «Я твой слуга, я твой работник» на русском языке, пропущенных через вокодер.

## Список композиций
7"-й сингл (Германия)
- 1C 006-32 941

1. «Die Roboter»" (4:20)
2. «Spacelab» (3:34)

## Чарты
| Чарт (1978)                         | Наив. поз. |
| ----------------------------------- | ---------- |
| Германия (Media Control)            | 18         |
| США (Billboard Hot Dance Club Play) | 39         |

## Версия 1991 года
В 1991 году группа выпустила новую, заново записанную и аранжированную, версию этой песни как сингл с альбома The Mix.

### Список композиций
7"-й сингл (Германия)
1. «Die Roboter» (Single Edit) — 3:43
2. «Robotronik» (Kling Klang Mix) — 4:51

CD-сингл (Германия)
1. «Die Roboter» (Single Edit) — 3:43
2. «Robotronik» (Kling Klang Mix) — 4:51
3. «Robotnik» (Kling Klang Mix) — 7:41

7"-й сингл (Великобритания)
1. «The Robots» (Single Edit) — 3:43
2. «Robotronik» (Single Version) — 3:46

### Чарты
| Чарт (1991)                             | Наив. поз. |
| --------------------------------------- | ---------- |
| Ирландия (Irish Singles Chart)          | 26         |
| Великобритания (UK Singles Chart)       | 20         |
| США (Billboard Hot Dance Club Play)     | 42         |
| США (Billboard Hot Dance Singles Sales) | 42         |